# 羅思德
羅思德（直译：克里斯多福·詹姆斯·拉弗勒爾，1949年12月12日—），美國前外交官，歷任美國國務院亞太局首席副助卿、美國在台協會駐台北辦事處副處長、美國駐日大使館副館長及美國駐馬來西亞大使等職，為前日本首相宮澤喜一的女婿。

## 經歷

### 外交生涯

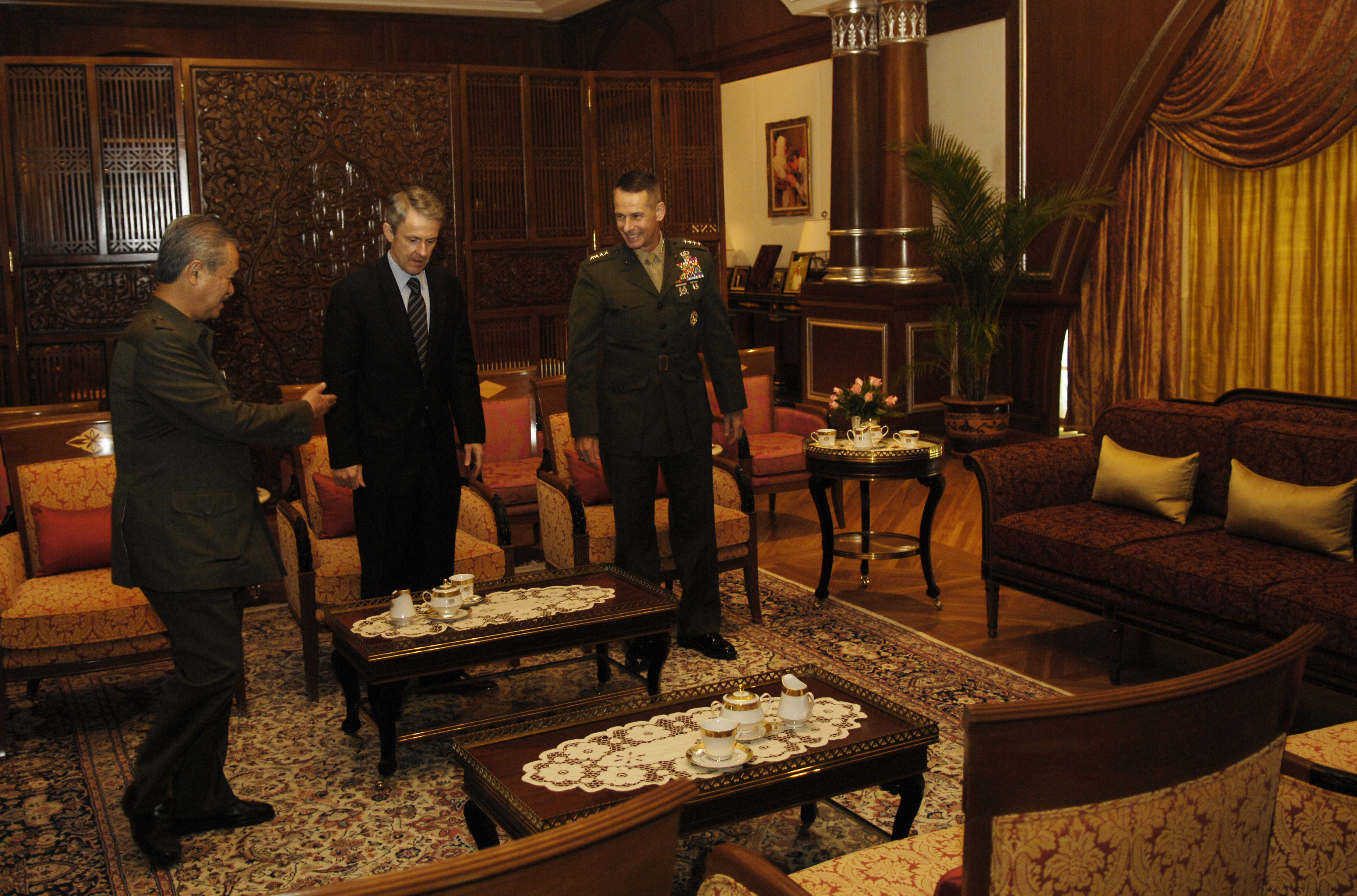
羅思德於駐馬來西亞大使任內，與美軍參謀長聯席會議主席彼得·佩斯上將共同拜見馬來西亞首相阿都拉·巴达威，2007年6月4日攝。

羅思德畢業於歐柏林學院，並曾於1969年取道日本前往台灣學習中文。1973年加入外交界服務，1974年獲派為駐札幌領事館（現總領事館）副領事，成為其第一項海外勤務:11。1976年離開札幌後，改調至橫濱，進入美國國務院在橫濱當地開設的日語學校進修，隨後又進入駐日大使館從事政務和勞工相關業務:11，1978年至1979年間，則調回札幌領事館擔任首席領事。
1980年後，羅思德加入國務院作業中心擔任幕僚官，1981年至1982年間調至美國常駐紐約聯合國總部代表處服務。1983年經過國務院外交學院受訓後，同年改到美國常駐巴黎聯合國代表處擔任政治官。1985年，羅思德再度派赴駐日大使館，擔任政治軍事課長至1988年，同年至1989年間改任使館政治部外事課長。1991–1993年間，他調回國務院擔任越南、寮國暨柬埔寨處長:15。
1993年至1997年間，羅思德於台灣擔任美國在台協會台北辦事處副處長。其於任內的1994年9月8日，偕同處長貝霖及一般事務組（政治組）組長史伯明前往中華民國外交部拜會外交部長錢復，成為1979年中華民國與美國斷交後首批進入該國外交部的美方代表。1997年結束駐台任期後，羅氏第三度駐日，擔任駐日大使館公使:15，1998年11月擔任副館長。2001年至2003年前往國務院亞太局擔任東亞太平洋事務首席副助卿:15。2004年7月經美國總統喬治·沃克·布希宣布為駐馬來西亞大使，於該年10月18日獲任命後，2005年1月4日赴馬履新並呈遞國書，在2007年9月14日卸任大使，自國務院退休:15。

### 退休後經歷
羅思德大使退出公職生涯後，自2008年起即持續擔任常石控股董事，該年起亦出任日本J.P.摩根公司任副總裁兼政府關係暨企業責任主任直至2011年。他於同年在日本創立了LM合夥有限公司，2012年後則出任多項職務，包括存款信託清算公司亞洲特別顧問、同公司日本數據代表董事及麥克拉迪合夥有限公司（McLarty Associates）資深董事。2016年至2017年擔任過日本美國商會執行長後，於2018年開始擔任日本美國商會會長兼名譽執行長:15。其於曼斯斐基金會副理事長任內，亦從事美日雙邊相互理解之促進工作。

## 榮譽
2019年11月3日之令和元年秋外國人授勳期間，羅思德獲日本政府頒贈旭日中綬章，表彰其擔任日本美國商會會長任內對美日關係交流之貢獻。

## 個人生活
羅思德與日本前首相宮澤喜一之長女、珠寶進口販賣公司代表董事宮澤啟子成婚，夫妻倆育有2位女兒，長女宮澤沙羅，為服裝設計師；次女宮澤艾瑪為藝人。